# Sympistis glennyi
Sympistis glennyi là một loài bướm đêm thuộc họ Noctuidae. Nó được tìm thấy ở vùng núi của miền nam Alberta phía tây đến British Columbia và phía nam at least tới Colorado và California.
Sải cánh dài khoảng 35 mm.